# Peter Nansen
Peter Nansen (født 20. januar 1861 i København, død 31. juli 1918 i Mariager) var en dansk journalist, forfatter og litterær direktør på forlaget Gyldendal.

## Ungdom og tidlig karriere
Nansen fødtes i København som søn af sognepræst Ferdinand Peter Nikolaj Nansen (søn af etatsråd Mendel Levin Nathanson) og Johanne Henriette født Buchheister. Han tilbragte sin barndom i Aalborg, gik senere i Herlufsholm Skole, efter faderens 1873 forflyttelse til Næstved. Han blev privat dimitteret 1879 og studerede i nogle år statsvidenskab og arbejdede samtidig ved Berlingske Tidende, tog ivrig del i det oppositionelle studenterliv, var medstifter af "Academicum", hvorfra "Studentersamfundet" udgik; redigerede sammen med den senere skuespiller ved det Kongelige Teater Poul Nielsen et lille teaterblad og skrev småfortællinger og causerier i det af Herman Bang redigerede ugeblad Vor Tid; udgav i efteråret 1883 Unge Mennesker og kort efter den dramatiske situation Kammerater, der opførtes i foråret 1884. Samtidig var han medarbejder ved Nationaltidende, hvor han under pseudonymet "Dr. Bonifacius" skrev en række artikler: Lægekongressens Heroer, der under lægekongressen i København udkom som bog i to oplag.

## Ved Politiken og Gyldendal
Da Politiken stiftedes i efteråret 1884, blev han dets medarbejder og skrev i de ni år han var det, en stor mængde artikler dels under eget navn, dels under pseudonymerne "Fritz Holm", "Albert Millaud", "Per Anden" og (sammen med Edvard Brandes) "Grib og Junius". I 1889-90 redigerede han månedsskriftet Af Dagens Krønnike. 1890 udgav han Korte Veje, hvori det lille lystspil En Bryllupsaften, der opførtes på Folketeatret; senere udkom Et Hjem (1891), Fra Rusaaret (1892), Julies Dagbog (1893),
Maria, en Bog om Kjærlighed (1894) og Guds Fred (1895). Fra nytår 1896 indtrådte han i ledelsen af den Gyldendalske Boghandel og Forlag hvor han arbejdede til 1916. Han endte i slutningen af sin karriere med at komme i konflikt med Hegel-familien, og han udgav derfor forsvarsskriftet Mine 20 Aar i Gyldendal (1918) som han fik trykt i 50 eksemplarer og fordelte blandt venner. Skriftet er et meget polemisk og skabte så stor forargelse i samtiden at det fortælles, at det efter Nansens død blev opkøbt af venner for at undertrykke det. Nansens rolle som leder af Gyldendal blev kritiseret i hans samtid, særligt af konservative skribenter, som anså ham for at være en moderne frimodig forfatter. Men de fleste fagfolk bedømte hans virke positivt, og mange af hans tiltag, som f.eks. Gyldendals Røde Ordbøger og købet af C.A. Reitzels Forlag og dermed forlagsretten over størstedelen af Guldalderens forfattere, har fortsat positiv virkning for forlaget.

## Nansen som journalist
Nansens journalistiske virksomhed har haft stor betydning for hans hele forfatterskab. Behandlingen af alle slags emner på mange slags måder, således som journalistikken kræver det, gav hans ånd og hans pen stor smidighed. I sine bladartikler anvendte han helst den causerende form med en tone af spøgende ironi og let sarkasme, selv når han ville en sag eller en modstander alvorlig til livs. Både i sin journalistik og i sit friere forfatterskab dyrkede han fortrinsvis kunsten for kunstens egen skyld, nød at øve og vise sine evner som en amatør, men under en skarp og sikker selvkritik. Motiverne i hans fortræffelig komponerede og fortalte noveller er små og usammensatte—et enkelt kærlighedsforhold eller et forhold à trois --, men rigt varierede gennem forskjellige situationer og stemninger. Situationen kan undertiden—efter danske forhold anno 1900—synes noget dristig, og stemningen er ikke altid synderlig dyb, men ligesom han ved sin diskrete behandling dækkede det vovede, formåede han også at give de stemninger og følelser, han skildrede, et illuderende skær af dybde og inderlighed. Han vandt derfor et stort publikum både her hjemme og i udlandet for sig, navnlig i Tyskland, hvor hans noveller stadig udkom i nye oplag; Maria er således oversat og udkommet på tysk, svensk, fransk, polsk, tjekkisk og engelsk.
Nansen blev gift i 1887 med skuespillerinde ved Casino Louise Brock og, efter at dette ægteskab var opløst, i 1896 med skuespillerinde ved det Kongelige Teater Betty Nansen, datter af skuespiller Frederik Müller og skuespillerinde Maria Müller, født Petersen;